# Árborg
Árborg è un comune dell'Islanda sud-occidentale. La sua popolazione nel 2006 era di 7 280 abitanti.
Il capoluogo e centro principale del comune è Selfoss.